# Пол Хамилтон Вуд
Пол Хамилтон Вуд (енгл. Paul Hamilton Wood; Конор, 16. август 1907 — 13. јул 1962) био је аустралијски кардиолог. 

## Биографија
Рођен је 16. августа 1907. у Конору у Тамил Наду, у Индији. Одрастао је у Енглеској и на Тасманији, дипломирао на Универзитету у Мелбурну 1931. Две године је радио у болници у Крајстчерчу, а затим је отишао у Енглеску да побољша своје квалификације. Од 1935. је радио у болници Хамерсмит под управом Ф. Фразера, а од 1937. у државној кардиолошкој болници. Служио је 1942—1946. у северној Африци и Италији. Године 1950. објавио је уџбеник Diseases of the Heart and Circulation и водио институт за кардиологију у Лондону.
Преминуо је 13. јула 1962. од срчаног удара у Лондону. Стручњаци га називају највећим кардиологом 20. века, вођом европске кардиологије средином века.